# Catatos

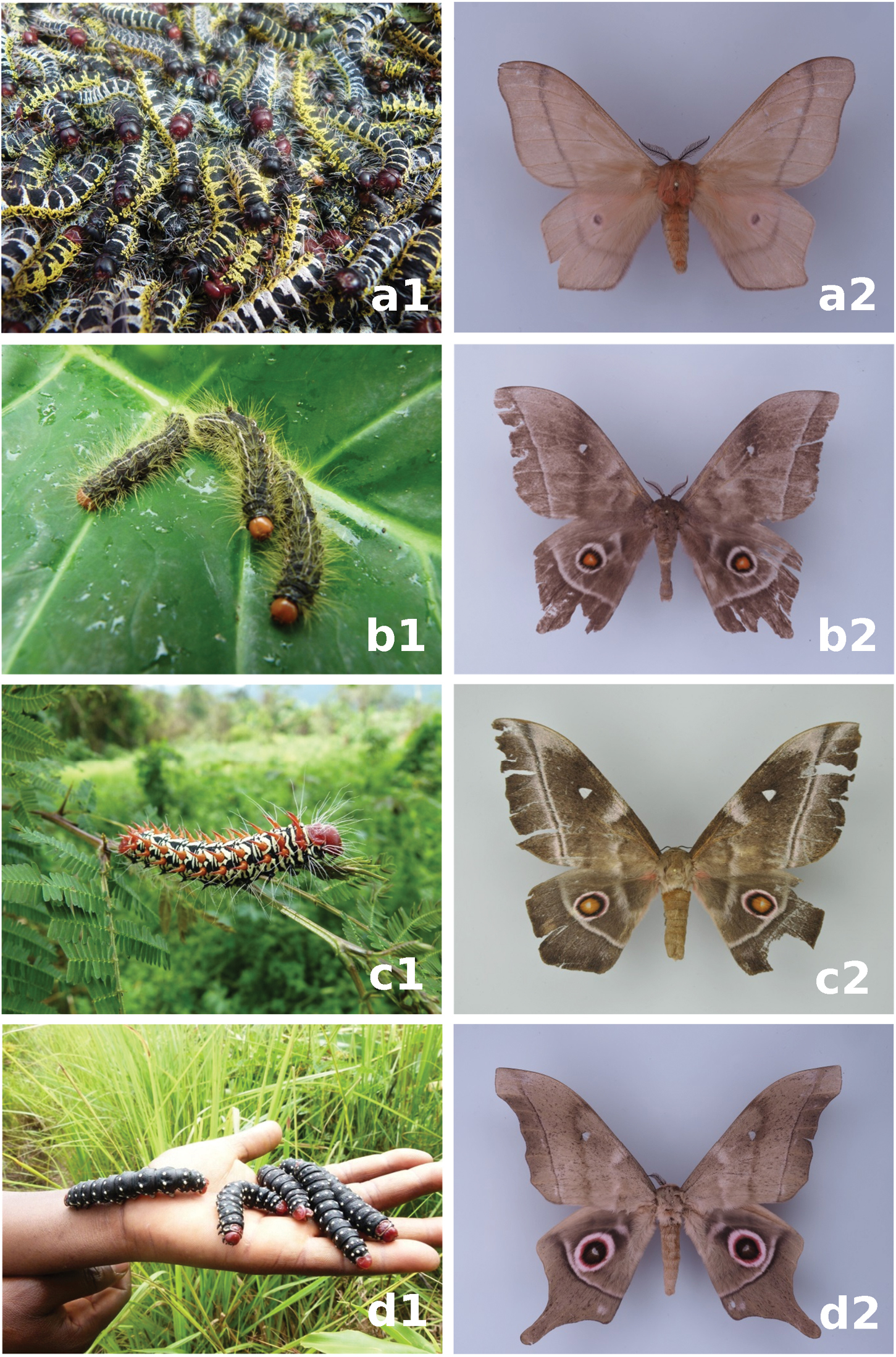
Các dạng sâu non (trái) và trưởng thành (phải) của loài bướm đêm ở miền Bắc Angola: (theo thứ tự giảm dần) Cirina forda, Imbrasia epimethea, Imbrasia obscura, Imbrasia truncata.

Catatos là một món ăn truyền thống của Angola làm từ sâu bướm chiên và tỏi, thường được ăn kèm cùng cơm. Món ăn này là đặc sản của tỉnh Uíge ở Tây Bắc Angola.

## Lịch sử
Do có giá trị dinh dưỡng cao, việc ăn côn trùng là một truyền thống bản địa cổ xưa ở nhiều nơi trên thế giới, bao gồm cả tại miền nam châu Phi. Một số loài côn trùng ăn được, bao gồm cả sâu bướm và các ấu trùng khác, là đặc sản của tỉnh Uíge ở Angola và cũng đóng một vai trò quan trọng trong khẩu phần các bữa ăn ở nông thôn tại đây. Trong số này, sâu mopane (Gonimbrasia belina) là một trong những loài được tiêu thụ rộng rãi nhất. Khoảng 9,5 tỷ con sâu mopane đã được thu hoạch hàng năm ở miền nam châu Phi. Các loài sâu bướm khác thường được ăn ở Angola cũng bao gồm ấu trùng của Imbrasia epimethea, Imbrasia ertli và Usta terpsichore.
Phương pháp thu hoạch và chế biến sẽ khác nhau tùy theo từng loài. Trẻ em thường được giao cho việc thu thập chúng từ trên cây trong khi người lớn thu hoạch trên các cánh đồng. Đôi khi, cây có thể bị chặt và chẻ ra để lấy sâu bướm bên trong. Sâu bướm được rửa trong nước và ống tiêu hóa của chúng bị loại bỏ trong quá trình làm sạch. Phần lông gây ngứa sẽ bị tước đi. Catatos, một món ăn truyền thống của người Uíge, được chế biến bằng cách chiên sâu bướm với tỏi.

## Chế biến
Sâu bướm được chiên cùng với tỏi. Các thành phần khác như hành tây, cà chua và hạt tiêu có thể được nêm vào để tạo hương vị. Sâu bướm có kết cấu mềm nhưng giòn và hương vị của chúng được so sánh với tôm sú. Món ăn thường được ăn kèm cùng cơm hoặc funge và sốt cay.

## Giá trị dinh dưỡng
Sâu bướm có nhiều protein, vitamin và khoáng chất, bao gồm cả sắt. Một nghiên cứu được công bố vào năm 2017 đã cho thấy ấu trùng Imbrasia epimethea có lượng protein tương đương với cá ngừ, thịt gà và thịt bò, nhưng hàm lượng axit amin thiết yếu lại thấp hơn. Chúng rất giàu axit béo không bão hòa đa. Nghiên cứu cũng cho thấy rằng việc nấu chúng lên không làm ảnh hưởng đáng kể đến giá trị dinh dưỡng, khiến món ăn trở thành một sự thay thế khả thi cho các loại thịt truyền thống. Sâu bướm mopane có 31 mg sắt trên 100 mg trọng lượng khô, so với 6 mg sắt trên 100 mg trọng lượng khô của thịt bò.